# Željeznički kolodvor Baku
Željeznički kolodvor Baku (azer. Bakı Dəmir Yolu Vağzalı) glavni je kolodvor Bakua, glavnoga grada Azerbajdžana. Nalazi se u rajonu Nesimiju u središnjem Bakuu, otprilike 3 km sjeveroistočno od Starog grada, povijesnog središta Bakua.
Sa susjednom podzemnom stanicom »28. svibnja« povezan je pješačkim tunelom. Također je i depo kružne Bakuske prigradske željeznice.

## Povijest
Prva kolodvorska zgrada datira još iz 1880. godine, s puštanjem željezničke pruge Baku-Tbilisi u promet. Arhitektura prve zgrade bila je u pseudomaurskom stilu. Godine 1926. projektiran je i izgrađen drugi kolodvorni kompleks – kolodvor Sabunçu – za opsluživanje elektrificirane željeznice Baku-Sabunçu. Arhitektura druge zgrade također je u stilu maurskog preporoda.
Godine 1967. izgrađena je stanica podzemne željeznice »28. svibnja«, koja je pješačkim tunelom povezana sa stanicom Sabunçu. Godine 1977. kolodvor je doživio veliku obnovu, tijekom koje je izgrađena suvremena kolodvorska zgrada uz stari kolodvor Sabunçu, a zatim je 2017. godine ponovno obnovljen kolodvor.

## Galerija
- Razglednica, otpr. 1910.
- Kolosijeci i peroni obnovljenog kolodvora, veljača 2017.
- Pokretne stepenice do stanice metroa 28. svibnja 2017. godine
- Električna lokomotiva serije AZ4A-0002 s putničkim vagonima na kolodvoru 2019. godine